# Sphaerophoria novaeangliae
Sphaerophoria novaeangliae är en tvåvingeart som beskrevs av Johnson 1916. Sphaerophoria novaeangliae ingår i släktet sländblomflugor, och familjen blomflugor. Inga underarter finns listade i Catalogue of Life.